# Западный Арль
Западный Арль (фр. Arles-Ouest) — кантон во Франции, находится в регионе Прованс — Альпы — Лазурный Берег, департамент Буш-дю-Рон. Входит в состав округа Арль.
Код INSEE кантона — 1304. В кантон Западный Арль входит часть коммуны Арль.
Население кантона на 2008 год составляло 26 142 человека.